# Ла Харп (Илиноис)
Ла Харп (енгл. La Harpe) град је у америчкој савезној држави Илиноис. По попису становништва из 2010. у њему је живело 1.235 становника.

## Демографија
Према попису становништва из 2010. у граду је живело 1.235 становника, што је 150 (10,8%) становника мање него 2000. године.
| Група             | 2000.         | 2010.         |
| Белци             | 1.380 (99,6%) | 1.221 (98,9%) |
| Афроамериканци    | 0 (0,0%)      | 4 (0,3%)      |
| Азијати           | 0 (0,0%)      | 0 (0,0%)      |
| Хиспаноамериканци | 2 (0,1%)      | 1 (0,1%)      |
| Укупно            | 1.385         | 1.235         |